# Bunias orientalis
Espèce
Bunias orientalis aussi appelé Roquette d’Orient ou Bunias d’Orient, est une espèce de plantes herbacées de la famille des Brassicacées.
Originaire de l'Europe de l'Est et de l'Asie du Sud-Ouest, l'expansion de l'espèce s'est accélérée en France à la fin du XXe siècle, avec des répercussions sur la faune et la flore locales qui justifient des campagnes d'arrachage et de fauchage pour limiter sa propagation. 
On considère que cette plante fait partie de la flore obsidionale de France,, la Roquette d'Orient ayant bénéficié de l'importation de fourrage, destiné aux chevaux des Cosaques de l'armée russe poursuivant les troupes napoléoniennes en 1814.
En Europe centrale, elle compte parmi les espèces invasives.

## Description
La tige rameuse haute de 30 à 120 cm porte des feuilles différentes selon la hauteur : les basales pennatipartites à grand lobe terminal trilobé, tandis que les plus hautes sont petites et peu divisées. Les inflorescences groupées au sommet de la tige portent des fleurs à pétales jaunes arrondis. Les fruits sont de petites siliques ovoïdes perchées sur des pédicelles de 12 à 15 mm de long.

## Usage
Les jeunes feuilles et les jeunes pousses peuvent être consommées en salade ou cuites.

## Statut
Bunias orientalis est cité dans la « Base d’information sur les espèces exotiques envahissantes » par l'UICN France et l'Office français de la biodiversité.
Arrivée en Suisse après 1500 et invasive au détriment de la biodiversité, elle figure sur la liste noire.

### Gestion de l'expansion
Une fois établies, les plantes sont difficiles à éradiquer. Les mesures de préventions sont donc conseillées en priorité, à commencer par la surveillance et l'abstention d'importation. L'arrachage est efficace sur des surfaces faiblement envahies. En cas d'infestations étendues il est conseillé de faucher sous les fleurs avant la fructification et de façon répétée de mai à août. 